# Заатов, Исмет Аблятифович
Исмет Заатов (укр. Ісмет Заатов, крымскотат. Ismet Zaatov; род. 5 августа 1954, Чирчик, Ташкентская область, Узбекская ССР, СССР) — крымскотатарский культурно-общественный деятель, искусствовед, кандидат искусствоведения. Заместитель министра культуры Автономной Республики Крым с 2002 по 2011 год. 

## Биография
Родился 5 августа 1954 года в Чирчике Ташкентской области Узбекской ССР.
Работает в сфере культуры с 1969 года. 
С 1976 по 1979 год работал художественным руководителем вокально-инструментального ансамбля Чирчикского комбината строительных материалов. 
В 1980 году окончил факультет истории и обществоведения заочного отделения исторического факультета Ташкентского педагогического университета, после чего переехал в Симферополь. 
С 1989 по 1991 годах заочно учился на аспирантуре в Институте этнографии имени Миклухо-Маклая АН СССР и Ленинградском государственном университете имени Плеханова. Тогда же основал первую крымскотатарскую организацию «Координационный центр по возрождению крымскотатарской культуры», а затем Республиканскую крымскотатарскую библиотеку имени Гаспринского. 
Основатель и участник вокально-инструментальных ансамблей «Наргоз» (1983-1988), «Кара Дениз» (1988) и «Крым» (1990).
В 2000 году основал Крымскотатарский музей искусств, затем принимал участие в создании международных конкурсов-фестивалей «Восточный Базар» (2004 год) и «Джанкой» (2007 год).

## Научные труды
Занимался изучением искусства, истории, культуры и этногенеза крымских татар. Написал 6 монографий и более 80 научных статей по истории культуры Крыма. Его статьи были опубликованы в России, Украине, Германии, Польше, Азербайджане, Турции и других странах.
В 2001 году, при НИИ Академии художеств Узбекистана получил степень доктора философии в арткритицизме, в 2013 году — кандидата искусствоведения при Национальной академии изобразительного искусства Украины.

## Награды и звания
- Лауреат международной премии «За служение культуре и искусству тюркского мира» (Баку, 2005).
- Лауреат международной премии «За вклад в развитие культуры и искусства тюркского мира» (Анкара, 2006).
- Почётный гражданин города Силифке (Турция, с 2003 года).
- Медаль международной организации ТЮРКСОЙ (Анкара, 2013).
- Почётная грамота Председателя Верховного Совета Автономной Республики Крым (2005).
- Благодарность Председателя Совета министров Автономной Республики Крым (2004).
- Заместитель министра культуры Автономной Республики Крым (март 2002 — октябрь 2011).